# Bergwerk Silberberg

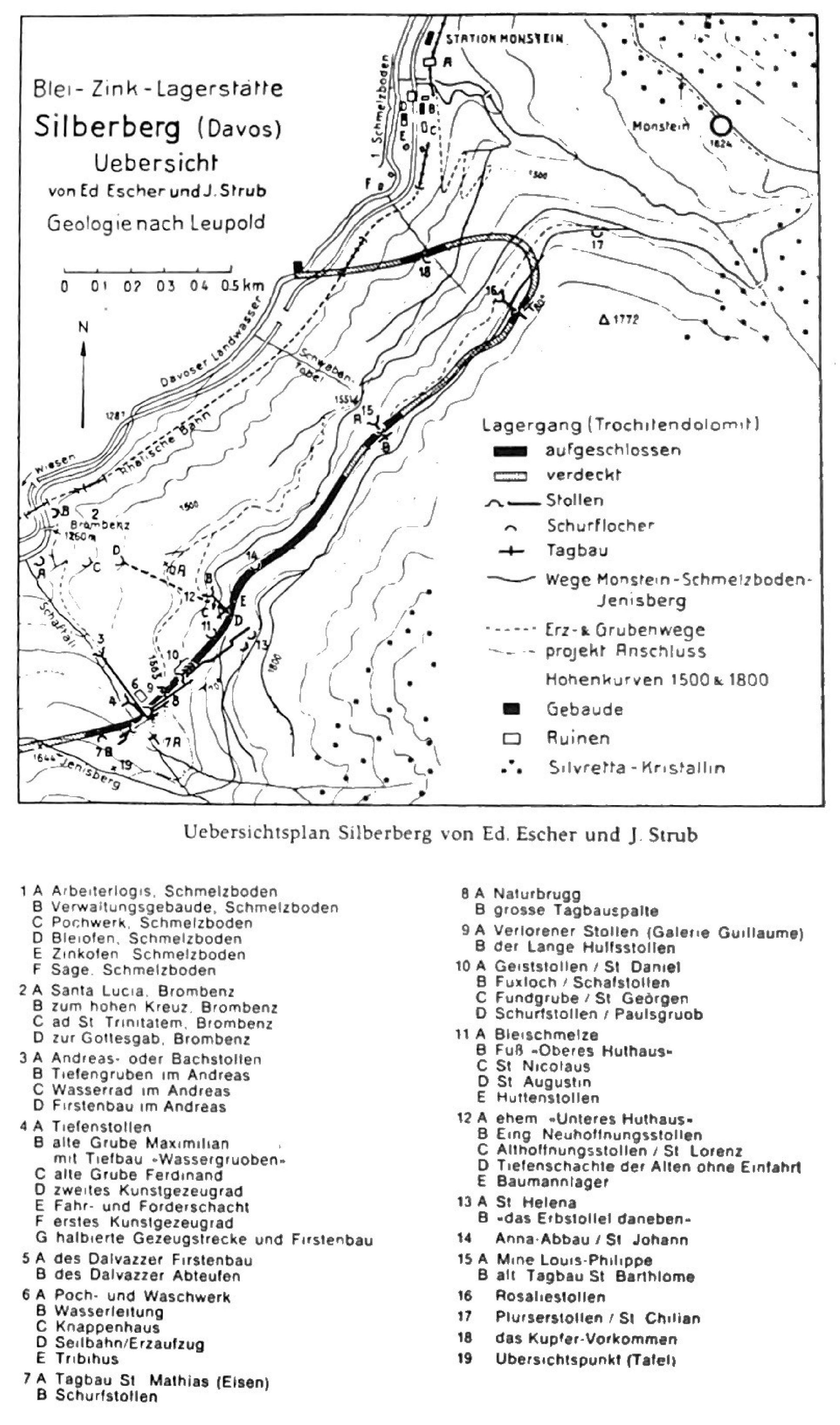
Lageplan der Blei-Zink-Lagerstätte Silberberg

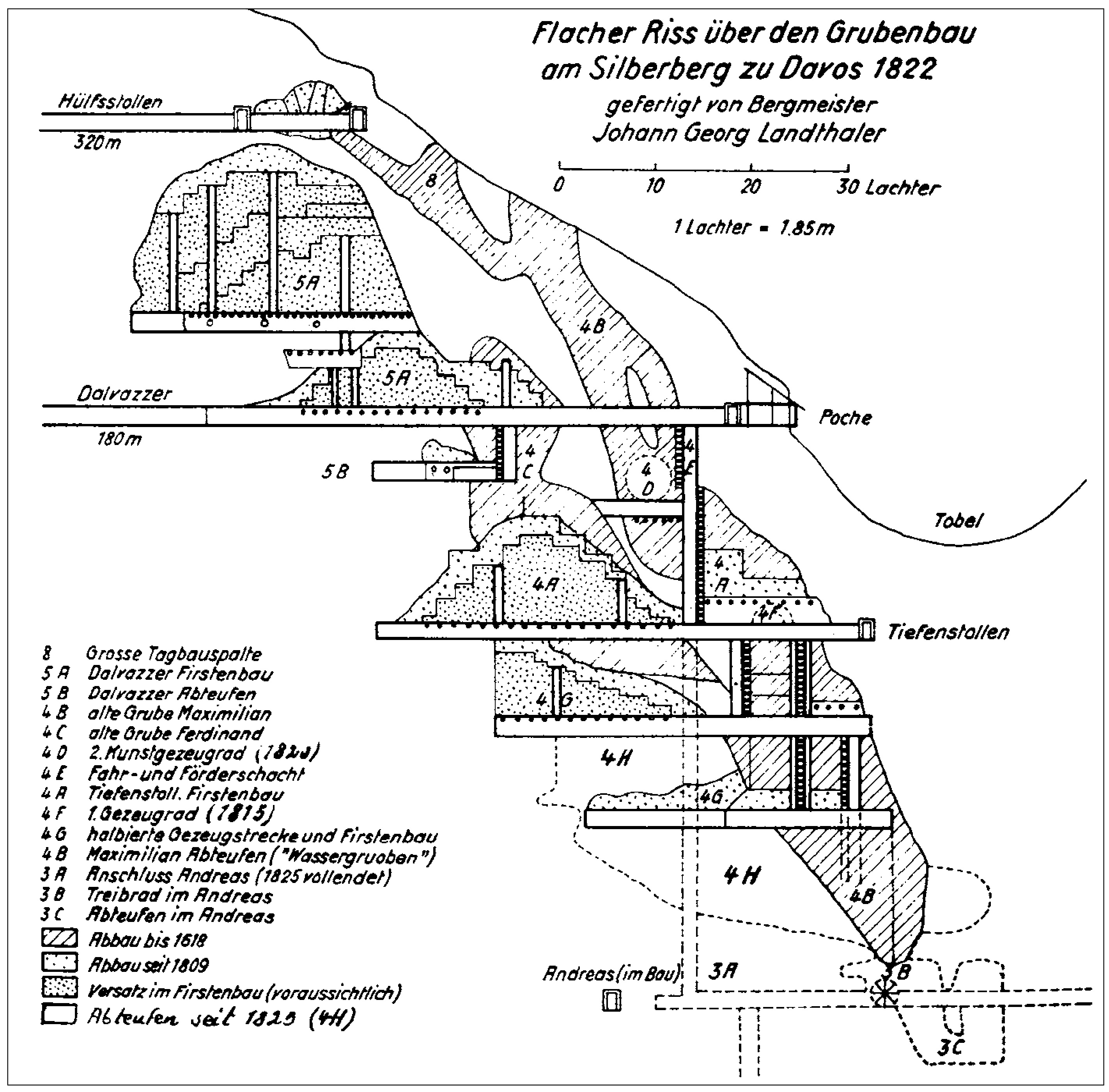
Riss des Grubengebäudes am Silberberg

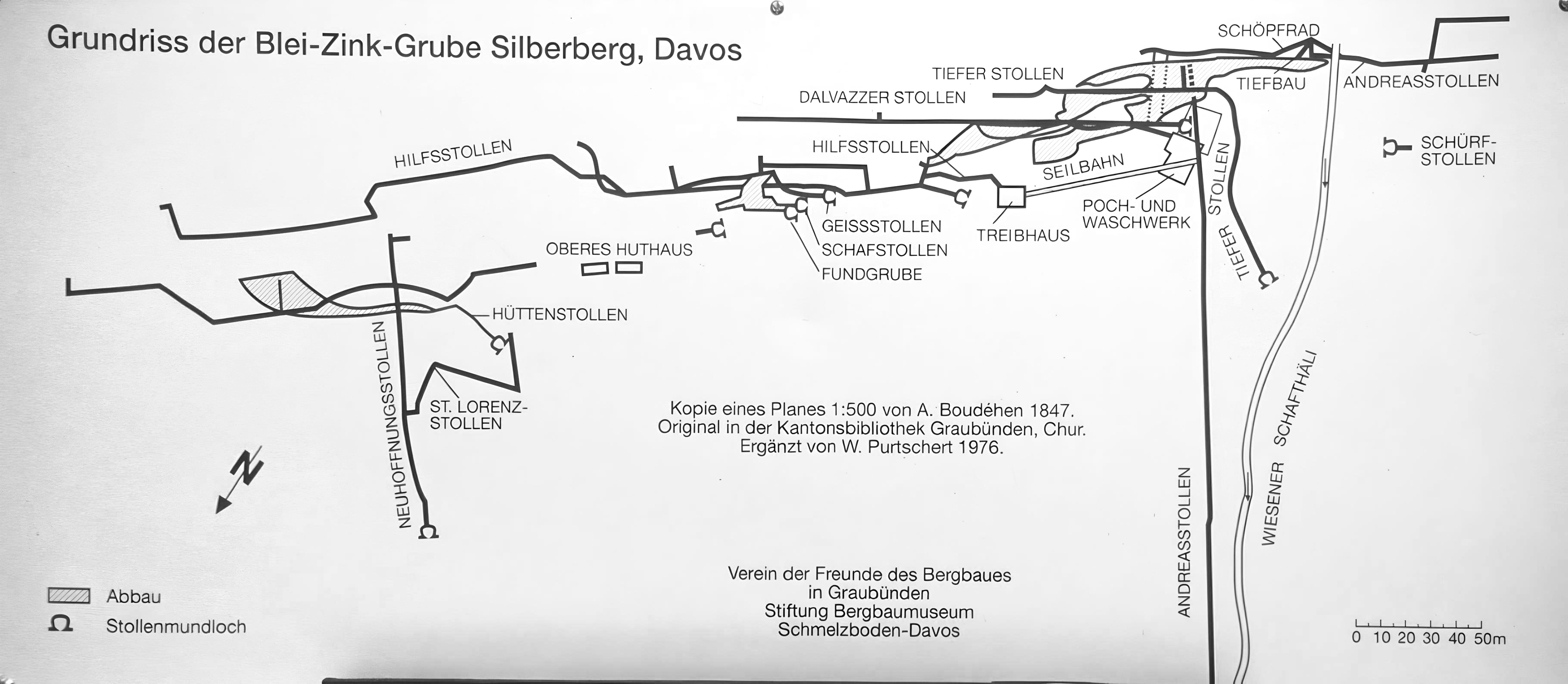
Grundriss der Grube

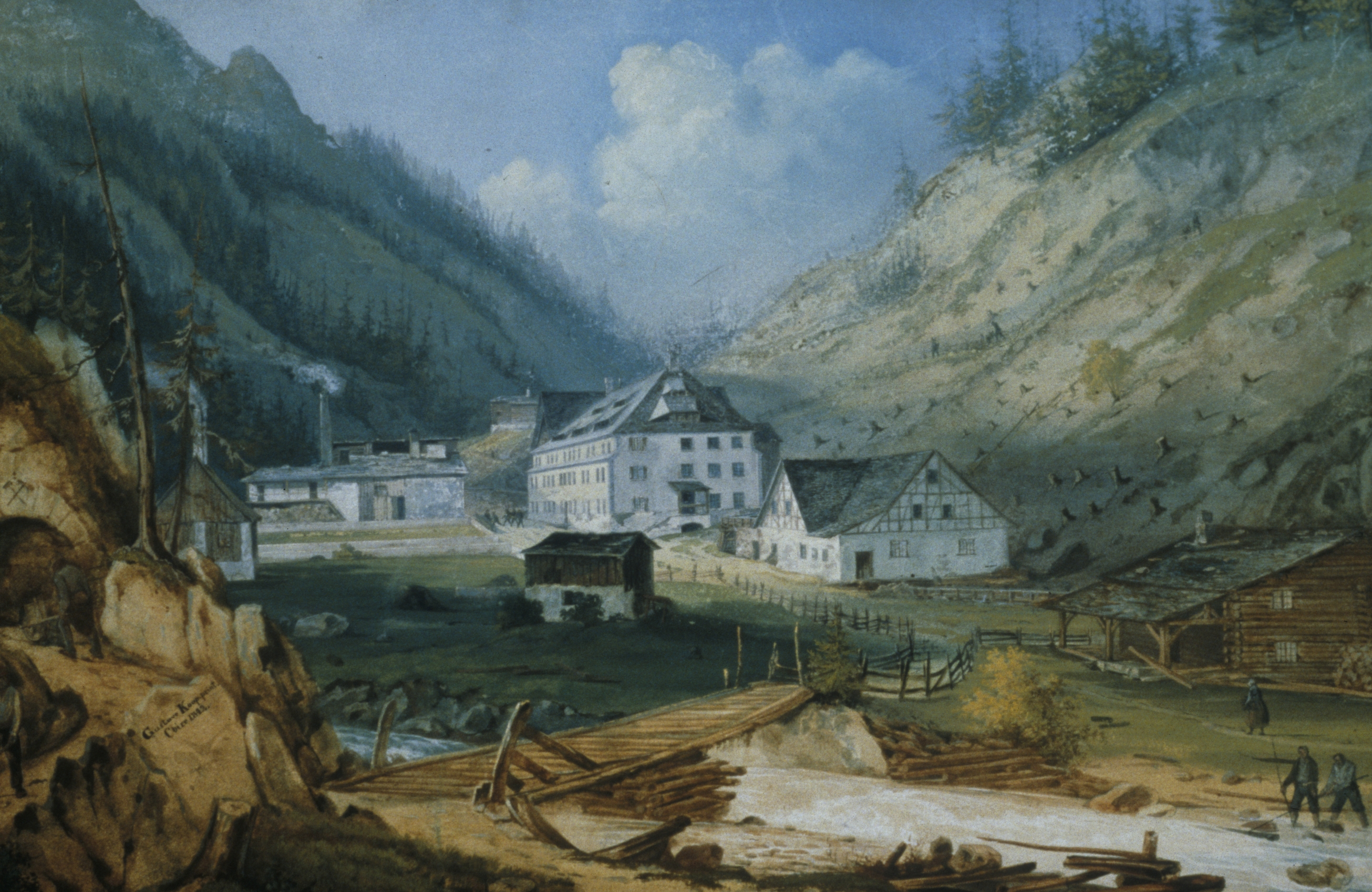
Übertagebauten auf dem Schmelzboden in Davos (1842)

Das Bergwerk Silberberg bei Davos Monstein war im Mittelalter und im 19. Jahrhundert ein ertragreiches Bergwerk im Landwassertal, in dem in zwei Abbauperioden rund 1000 t Blei und Zink abgebaut wurden. Teile des Grubengebäudes werden vom Bergbauverein Silberberg Davos (BSD) unterhalten und können als Schaubergwerk besichtigt werden. Im ehemaligen Verwaltungsgebäude ist das Bergbaumuseum Graubünden untergebracht.

## Geographie

### Lage
Der Silberberg ist ein bewaldeter Hang des Büelenhorns, der südwestlich von Davos Monstein in die Zügenschlucht abfällt. Die westliche Grenze bildet der Tällibach, die östliche der Monsteinerbach. Der Name Silberberg  drückt die Hoffnung aus, dass der Silbergehalt des Erzes hoch genug sei, um eine wirtschaftliche Silberausbeute zu  ermöglichen, was sich aber nicht bewahrheitete.

### Geologie
Der etwas 1,5 km lange Lagergang ist ein 70 Grad nach Südosten abfallender Trochitendolomit der Trias. Er enthält die Erze Zinkblende–Bleiglanz–Jamesonit und Pyrit. Das erhoffte Silber konnte nicht wirtschaftlich ausgebeutet werden, da der Silbergehalt des Erzes nur 0,2 ‰ betrug.

## Geschichte

### Erste Abbauperiode: Ende des 15. Jahrhunderts bis 1649
Der Bergbau am Silberberg geht vermutlich bis auf das Ende des 14. Jahrhunderts zurück. Es ist überliefert, dass Herzog Siegmund, Regent des habsburgischen Oberösterreichs, 1473 einen Davoser von den Abgaben für den Erzabbau befreite. Der Abbau begann vermutlich im Tagebau bei der Grossen Tagebauspalte, wo die Lagerstätte wahrscheinlich von erfahrenen Tiroler Bergleuten entdeckt worden war, und setzte sich ab etwa 20 m Tiefe als Untertagebau in der Maximiliangrube fort, einem sehr steilen, 100 m langen Schrägschacht. Das Erz wurde von Säumern nach Hall in Tirol gebracht, wo grosse Mengen an Blei für die Silbergewinnung aus Fahlerzen im Seigerverfahren benötigt wurden.
Ende des 16. Jahrhunderts wurden im Verzeichnis des Bergrichters des Herzogs 93 Gruben aufgezählt, wovon sich 39 in der Landschaft Davos befanden. Die Familie Vertemate-Franchi aus Plurs wurde Teilhaber am Bergwerk Silberberg. Mit der Zerstörung von Plurs aufgrund eines Bergsturzes im Jahre 1618, der durch unkontrollierten Specksteinabbau ausgelöst wurde und den beginnenden Bündner Wirren wurde der Bergbau am Silberberg 1649 eingestellt.

### Zweite Abbauperiode: 1806 bis 1848
Die zweite Abbauperiode wird durch die Erzfunde zweier Jäger eingeleitet. Sie wandten sich an Jakob Ulrich Sprecher von Bernegg, den damaligen Bundeslandammann des Zehngerichtebundes, der zusammen mit anderen namhaften Bündnern 1805 eine Davoser Gewerkschaft zum Abbau des Erzes gründete. Auch Hans Conrad Escher von der Linth und andere kamen zum Schluss, dass die Vorkommen abbauwürdig seien. Johannes Hitz wurde zum Betriebsleiter ernannt und Johann Georg Landthaler, einer der Jäger, die die Vorkommen entdeckt hatten, wurde an der Bergakademie in Freiberg in Sachsen zum Bergmeister ausgebildet. Der Bergbau am Silberberg wurde nach sächsischem Vorbild eingerichtet. Der 180 m lange Dalvazzerstollen wurde aufgefahren, von dem aus das Erz im Firstenbau abgebaut wurde. Am Mundloch wurde ein Pochwerk und ein Knappenhaus errichtet.
Im Jahre 1818 kam es zu einer Krise wegen der geringen Bleiproduktion und der sinkenden Zinnpreise. Hitz pachtet das Bergwerk für vier Jahre, geht bankrott und wandert nach Amerika aus. Nach mehreren Besitzerwechseln geht das Bergwerk in den Besitz des Franzosen Paul Pelissier über, dem letzten Bergwerksdirektor. 1847 wird die Zinkförderung eingestellt, ein Jahr später auch Bleiförderung. Das Bergwerk blieb bis 1861 im Besitz des Liquidators Rousselle-Charlard und wurde 1861 an den Holzhändler Christian Obrecht aus Trimmis verkauft, der mit dem Abbruch der Gebäude und der übrigen Holzausstattung begann.
| Periode   | Besitzer / Pächter                             | Personen | Kommentar                                                       |
| --------- | ---------------------------------------------- | --- | --------------------------------------------------------------- |
| 1805–1818 | Davoser Gewerkschaft                           | Gründer: Jakob Ulrich Sprecher, Landammann von Jenins Konzessionsinhaber: - Jakob von Ott, Bundesstatthalter, von Grüsch - Johann Hitz, Statthalter, von Klosters - Simeon Büsch, von Malans Betriebsleiter: Johann Hitz Technischer Leiter: Bergmeister Georg Landthaler | 1807: Konzession erworben 1811: Beginn des Abbaus               |
| 1818–1829 | Johann Hitz (Pächter)                          | Besitzer: Davoser Gewerkschaft | Pachtzins: 4000 Florin / Jahr 1829: Konkurs                     |
| 1829–1833 | von Albertini und Abys                         | | 1830: Grubenbetrieb eingestellt 1833: Verhüttung eingestellt    |
| 1833–1836 | Josua Pollin, Zillis                           | |                                                                 |
| 1836–1839 | Bergwerkverein der östlichen Schweiz (Pächter) | Besitzer: Josua Pollin | Neubau des Poch- und Waschhauses                                |
| 1839      | Xavier Dufreier, Paris                         | Vertreter des Käufers: Paul Pelissier | Besitz vom 1. März bis 14. Dezember 1839                        |
| 1839–     | Amédé Petigand                                 | Vertreter des Käufers: Paul Pelissier |                                                                 |
|           | Gesellschaft Amédé Petigand und Paul Pelissier | |                                                                 |
| –1848     | Paul Pelissier                                 | Steiger: Johannes Wehrli | 1847: Zinkgewinnung eingestellt 1848: Bleigewinnung eingestellt |
| 1848–1861 | Rousselle-Charlard, Liquidator                 | |                                                                 |
| 1861–     | Christian Obrecht aus Trimmis, Holzhändler     | | Abbruch der Anlagen                                             |

### Bergbauverein Silberberg Davos
In den 1950er Jahren bemühte sich der aus Jenisberger Johannes Strub (1884–1967), die Reste des Bergwerks zu erhalten und zugänglich zu machen. Nach Strubs Tod bemühten sich verschiedene Initianten, sein Werk weiterzuführen. Gleichzeitig sollte die gesamte Bergbaugeschichte des Kantons aufgearbeitet werden und in einem Museum der Öffentlichkeit präsentiert werden. Zu diesem Zweck wurde 1976 der Verein der Freunde des Bergbaus in Graubünden (VFBG) gegründet, aus dem im Jahr durch Namensänderung die Freunde des Bergbaus in Graubünden (FBG) hervorgingen. Aus der Regionalgruppe Davos-Silberberg des Vereins ging im März 2000 der Partnerverein Bergbauverein Silberberg Davos (BSD) hervor, der sich zum Ziel gesetzt hat, die ehemaligen Bergbauanlagen und Stollen zu erhalten und der Öffentlichkeit zugänglich zu machen.

### Schaubergwerk Silberberg Davos
Das Schaubergwerk ist zu Fuss ab dem Schmelzboden beim Bahnhof Davos Monstein der Rhätischen Bahn oder vom Dorf Monstein erreichbar. Die Marschzeit beträgt auf beiden Wegen eine knappe Stunde. Die Stollen und Schächte können nur mit Führung besichtigt werden. Untertags können der Dalvazzerschacht, der Hilfsstollen St. Michael, der Neuhoffnungs- und St. Lorenzstollen, der Tiefenstollen und der Andreasstollen erkundet werden. Übertags kann die Tagbauspalte und die Ruinen des Poch- und Knappenhauses, sowie der unteren Huthäuser besichtigt werden. Anfangs Sommer 2023 waren keine Besuche möglich, weil der Zugang durch Sturmholz versperrt war.

### Bergbaumuseum Graubünden
Das Museum im ehemaligen Verwaltungs- und Betriebsgebäude der Hütte auf dem Schmelzboden widmet sich der Geschichte des Bergbaus im ganzen Kanton Graubünden mit Schwerpunkt auf dem Bergwerk Silberberg. Es zeigt Exponate zur Bergbautechnik, zu Werkzeugen und zum Leben der Bergleute und bietet auch Führungen durch das zum Schaubergwerk Bergwerk Silberberg an. Am Museum beginnt auch der 4,7 km lange Gesteinslehrpfad durch die Zügenschlucht. Entlang des Weges sind 11 Gesteine der Landschaft Davos ausgestellt und beschriftet.

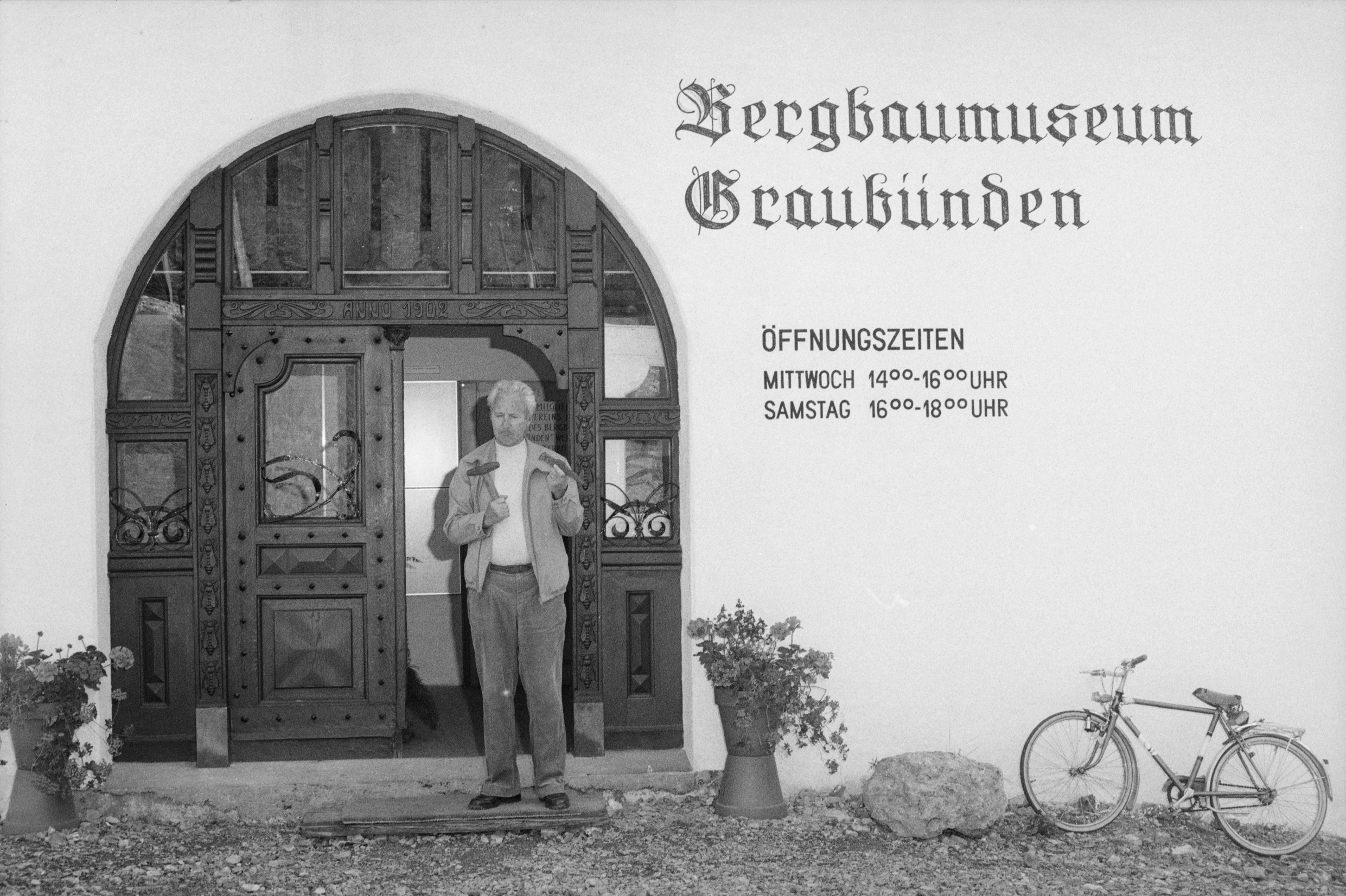
Eingang des Museums
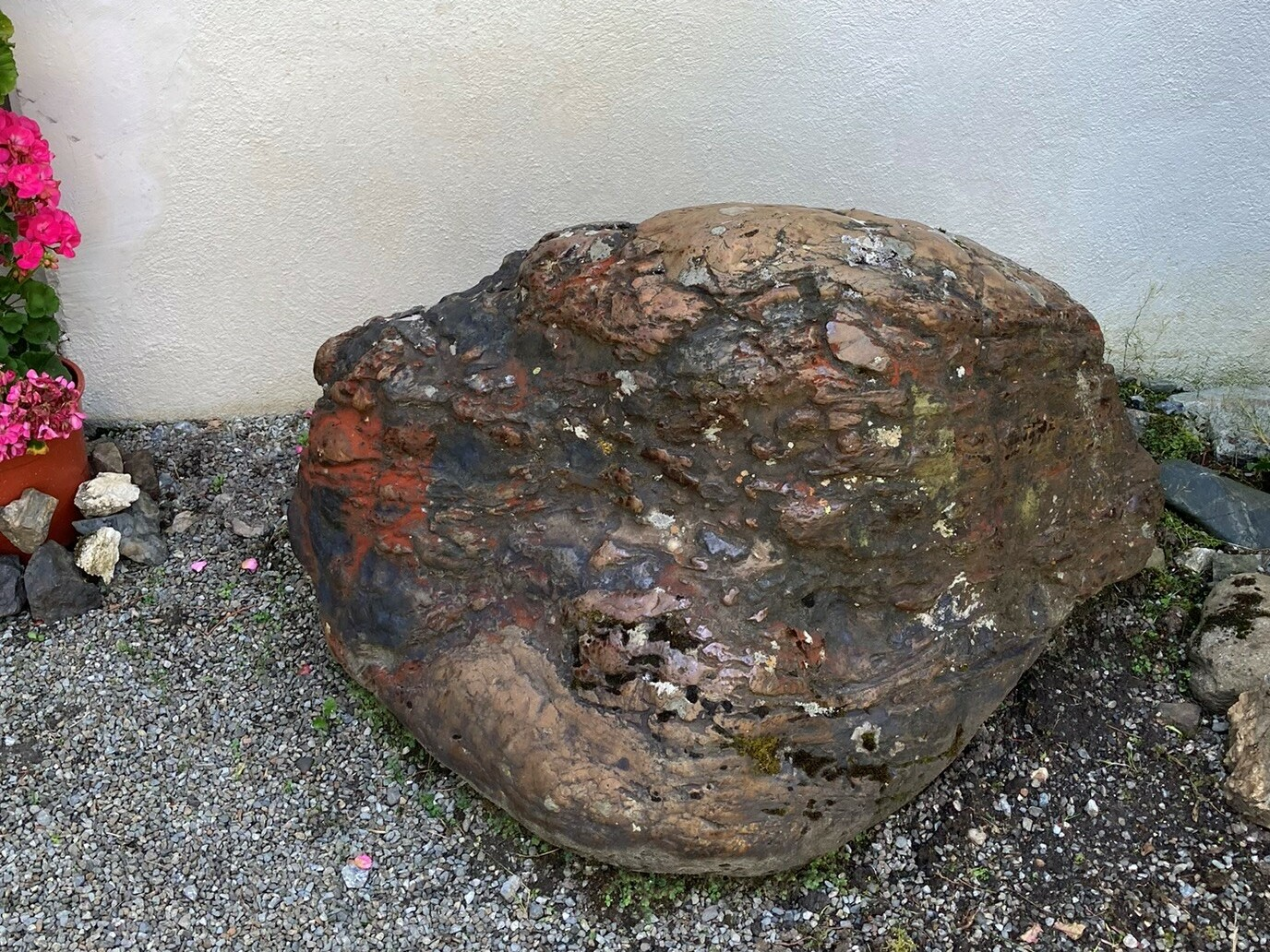
Erzblock aus dem Ferraratal vor dem Eingang
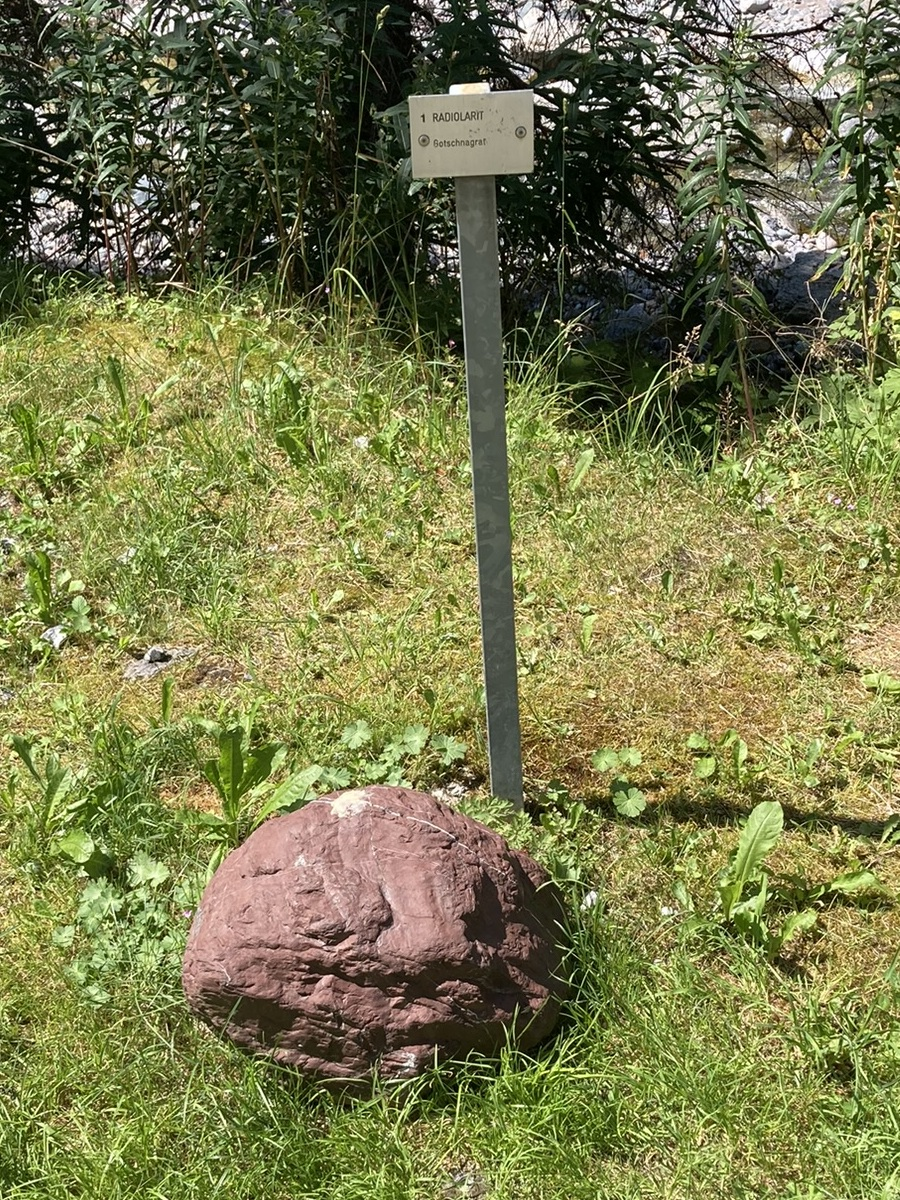
Radiolarit auf dem Gesteinslehrpfad

## Grubenbauten

Tagbauspalte

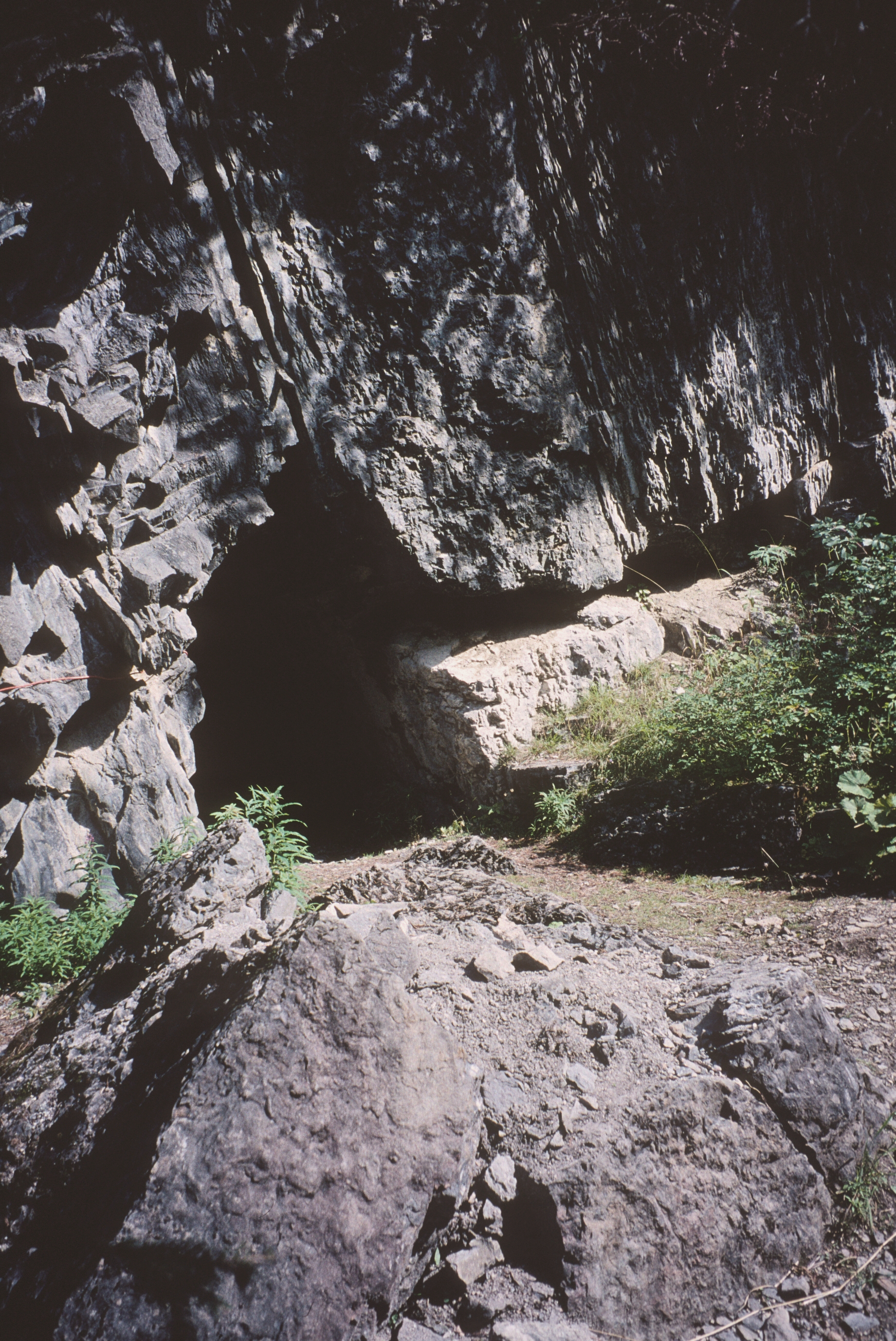
Mundloch Dalvazerstollen

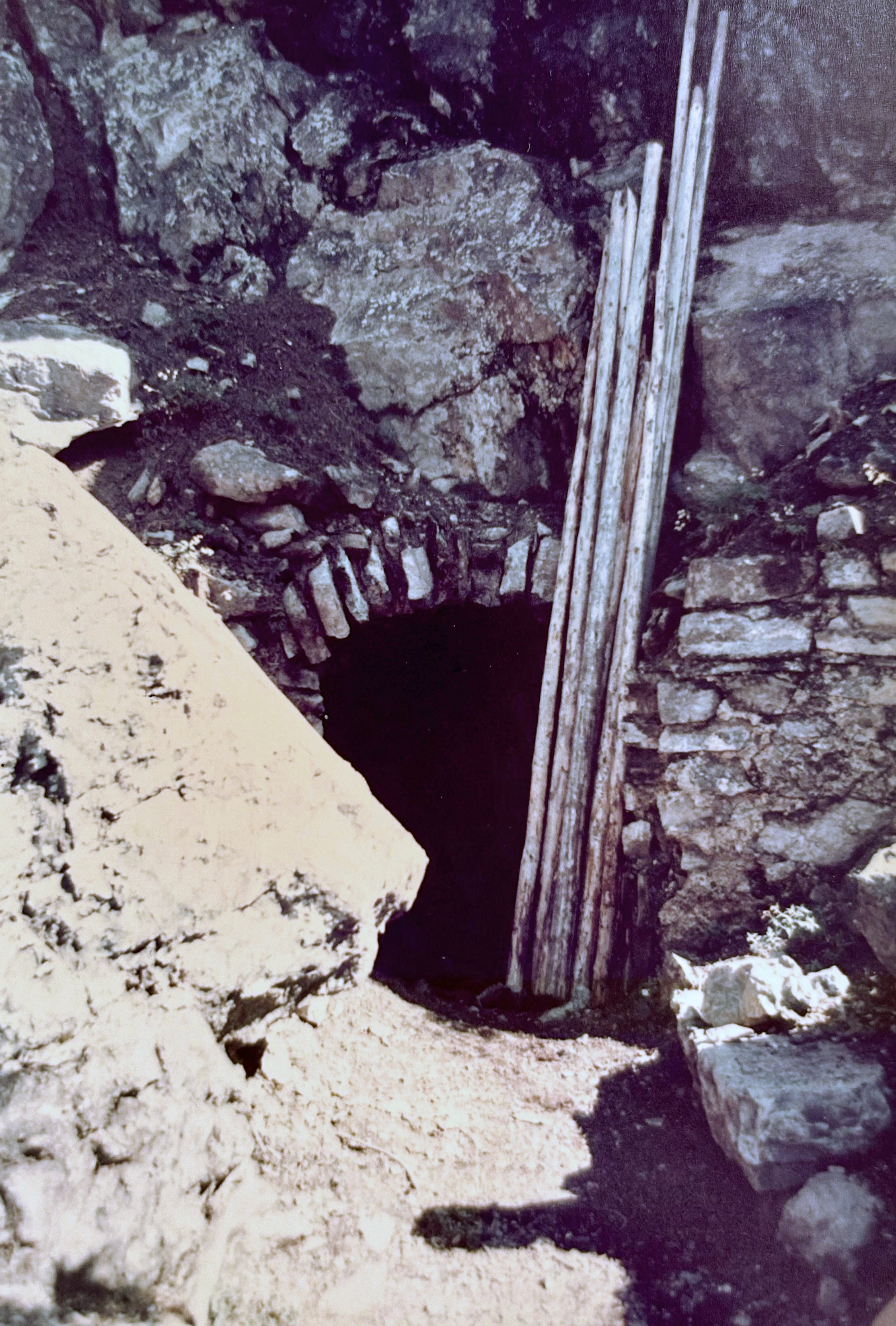
Mundloch Tiefenstollen, 1985

Im Folgenden sind die wichtigsten Grubenbauten aufgeführt:
Grosse TagbauspalteAn dieser Stelle wurde die Lagerstätte entdeckt und mit dem Abbau begonnen
Grube MaximilianWeiterführung des Abbaus unter Tage nach Erschöpfung des Tagebaus. Steiler Schrägschacht, dessen Sohle auf dem Niveau des Tiefenstollens liegt. Höhenunterschied zwischen Tagbauspalte und Sohle ca. 100 m. Benannt nach Erzherzog Maximilian.
DalvazzerstollenAuch Dalvazer Stollen. In der zweiten Abbauperiode aufgefahrener, 180 m langer Stollen durch die Maximiliangrube in Höhe des Pochwerks.
DalvazzerschachtAusbau der Grube Maximilian zu einem Schacht in der zweiten Abbauperiode. Der Schacht diente als Zugang zum Tiefenstollen.
AndreasstollenIn den Jahren 1813 bis 1824 quer zur Streichrichtung des Lagergangs vorgetriebener 260 m langer Erbstollen mit Mundloch 112 m unterhalb des Dalvazzerstollens am Tällibach. Am Ende mündet der Stollen in einen Querschlag, der in seiner westlichen Fortsetzung in einen Schacht des Tiefenstollens mündet. An dieser Stelle ist ein Wasserrad erhalten, das eine Pumpe zur Wasserhaltung antrieb. Der Querschlag führt weiter unter dem Tällibach hindurch, gabelt sich in zwei Äste und endet im tauben Dolomit.
HilfsstollenAuch St. Michaelsstollen oder Langer Michael.  Von 1810 bis 1828 aufgefahrener. 350 m langer Stollen mit auffällig schiefem Profil der in taubem Gestein verläuft. Er hat zwei Eingängen, einer war im Tribihus, der andere in der steilen Runse Hüttazug. Von diesem unter dem Lagergang verlaufenden Stollen sollten Querschläge in den Lagergang getrieben werden und ein Schacht in den Neuhoffnungsstollen aufgefahren werden.
GeisstollenAuch St. Daniel, ca. 60 m langer Stollen mit Mundloch 40 m über dem Hilfsstollen, Abbau in der ersten Periode
SchafstollenAuch Fuxloch, dicht über dem Geisstollen liegender kurzer Stollen, Abbau in der ersten Periode
FundgrubeAuch St. Georgen, dicht über der Fundgrube liegend, Abbau in der ersten Periode
NeuhoffnungsstollenQuer zur Streichrichtung des Lagergangs ab 1808 vorgetriebener Stollen mit Mundloch ca. 250 m nordöstlich und 70 m über dem Tribihus. Der Stollen verzweigt sich vor dem Erreichen des Lagergangs in einem Stollenkreuz mit zwei 50 m langen Armen in taubem Gestein. Am Lagergang trifft der Stollen auf eine Abteufung aus dem Hüttenstollen.
St. LorenzstollenStollen, der ca. 40 m hinter dem Mundloch des Neuhoffnungsstollens von diesem abzweigt und im Zickzack nach Südwesten verläuft. Teilweise mit Holzgleisen ausgelegt.
HüttenstollenOberster Stollen des Grubengebäudes mit Mundloch am Fussweg nach Jennisberg, das 24 m über dem Neuhoffnungsstollen in der Nähe der oberen Huthäuser liegt.
TiefenstollenAuch Tiefer Stollen. Erbstollen aus der ersten Bergbauperiode, aus dem im Firstenbau Erz gewonnen wurde
Mine Louis PhilippeUnter der Leitung des Franzosen Paul Pelissier nach 1839 quer zur Streichrichtung des Lagerganges vorgetriebener Stollen. Namensgeber war der Bürgerkönig Louis-Philippe I.
RosaliastollenUnter der Leitung des Franzosen Paul Pelissier nach 1839 quer zur Streichrichtung des Lagerganges vorgetriebener Stollen.

## Übertagebauten
Das Bergwerk konnte vom Schmelzboden im Landwassertal bei Davos Monstein über den drei Kilometer langen Erzweg am Hang des Silberbergs erreicht werden. Der Weg endete am Mundloch des Dalvazzerstollens, wo 50 Meter tiefer am Tällibach das als Ruine erhaltene Poch- und Waschhaus stand. Es beherbergte im Erdgeschoss das Pochwerk und die Erzwäsche und im Obergeschoss Wohnräume. Das Haus war mit dem Mundloch des Dalvazzerstollens durch einen Schrägaufzug verbunden, der zum Schutz vor Schnee überdacht war. Er beförderte das aufbereitete Erz zum Erzweg, von wo aus es zum Schmelzboden transportiert wurde. Der Antrieb des Schrägaufzuges erfolgte durch einen Göpel, der im Tribihus, auch Treibhaus genannt, untergebracht war, in dem auch zwei Wohnungen waren. Am Erzweg, etwa 300 m vom Mundloch des Dalvazzerstollens entfernt, standen die Unteren Huthäuser, in denen neben den Wohnräumen für die Bergleute auch die Schmitte, Stallungen und Lagerräume für Holz, Kohle, Sprengstoff und Werkzeuge waren. Die Siedlung brannte 1838 ab und wurde nicht wieder aufgebaut. In der Nähe des Mundloches des Hüttenstollens stand die Knappensiedlung Obere Huthäuser.
Auf dem Schmelzboden, früher Hoffnungsau genannt, entstand zu Beginn der zweiten Bergbauperiode eine Zechensiedlung mit Ofenanlagen, Poch- und Waschwerk, Sägewerk, Stallungen, Lagerhäusern und einem Verwaltungs- und Wohngebäude. Die Anlagen waren im Verhältnis zu den Erzvorkommen überdimensioniert. Das Bergbaumuseum ist im Verwaltungs- und Wohngebäude untergebracht, das 1933 nach einer Rüfe zur Hälfte abgerissen werden musste.

Ruine des Poch- und Waschgebäudes
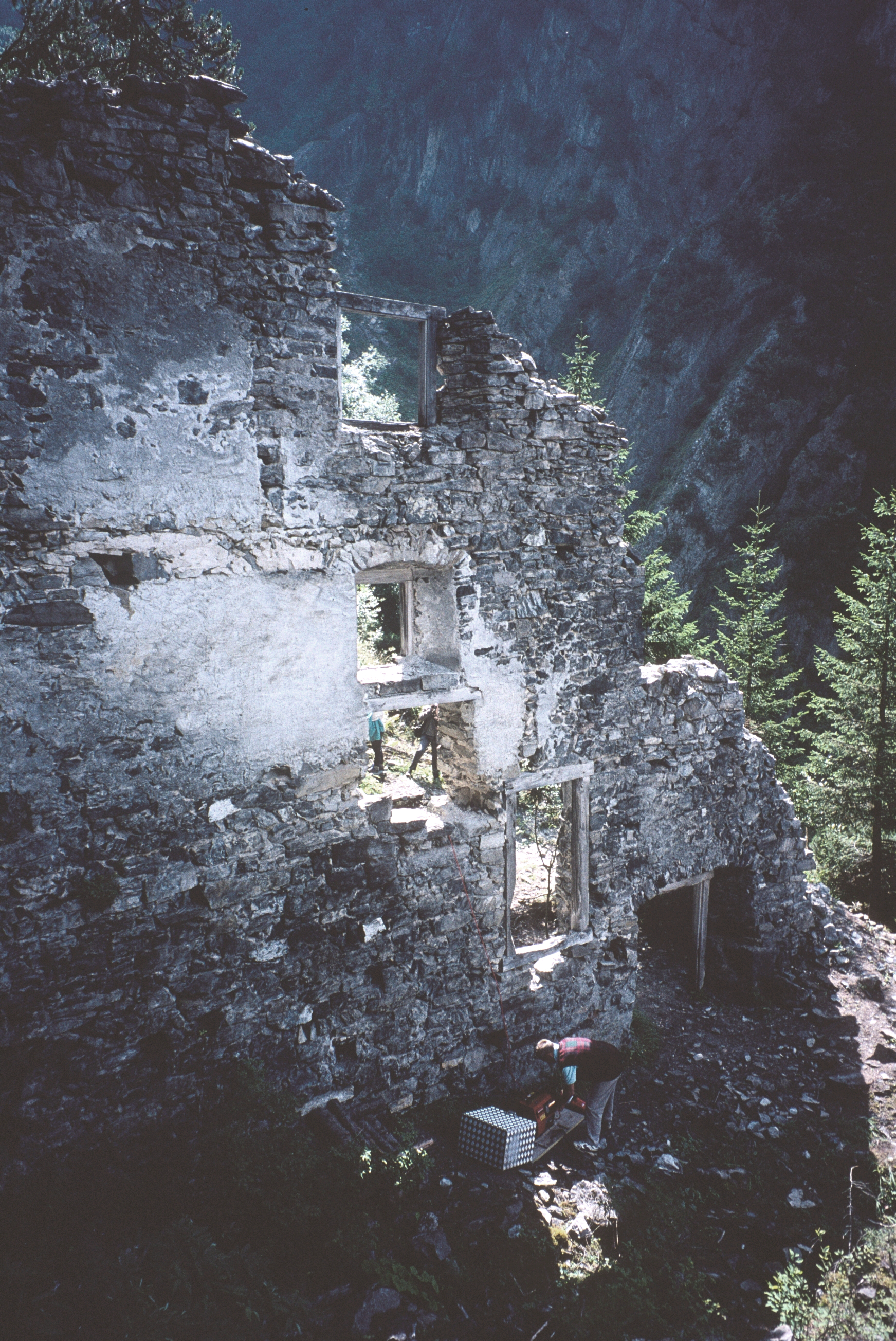
Südwand, Innenseite, September 1996
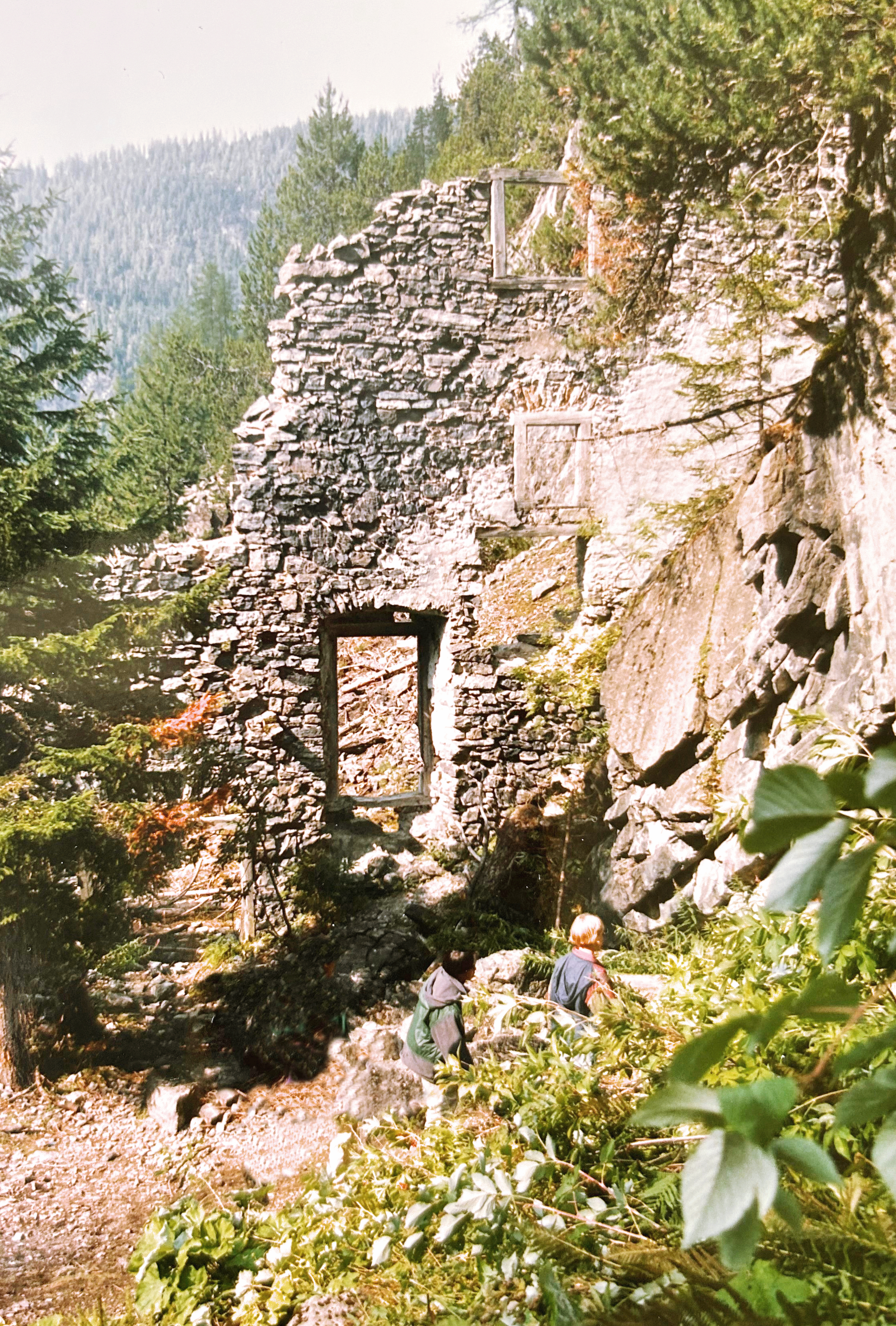
Südwand, Aussenseite, September 1995
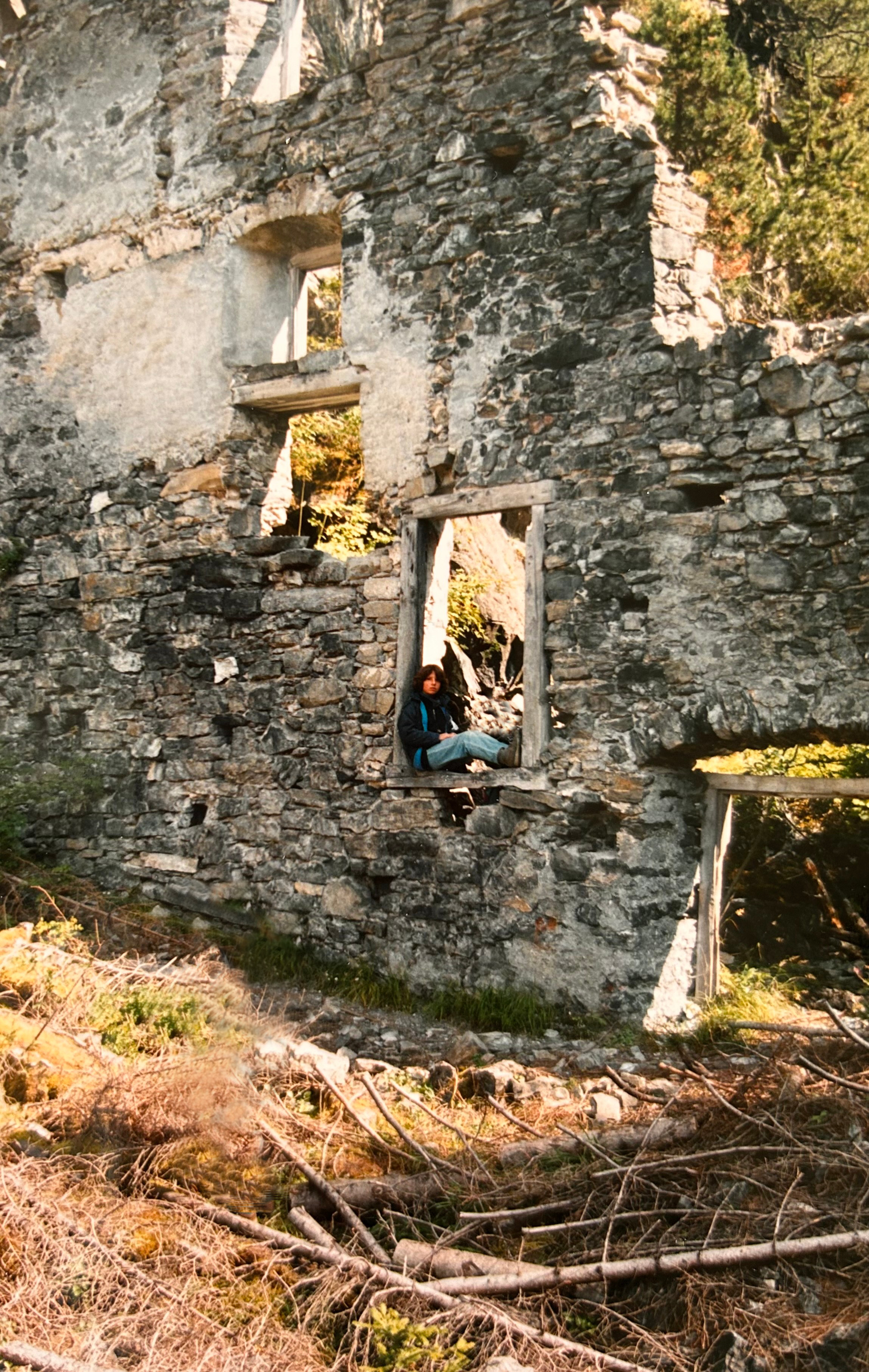
Südwand, Innenseite, September 1995
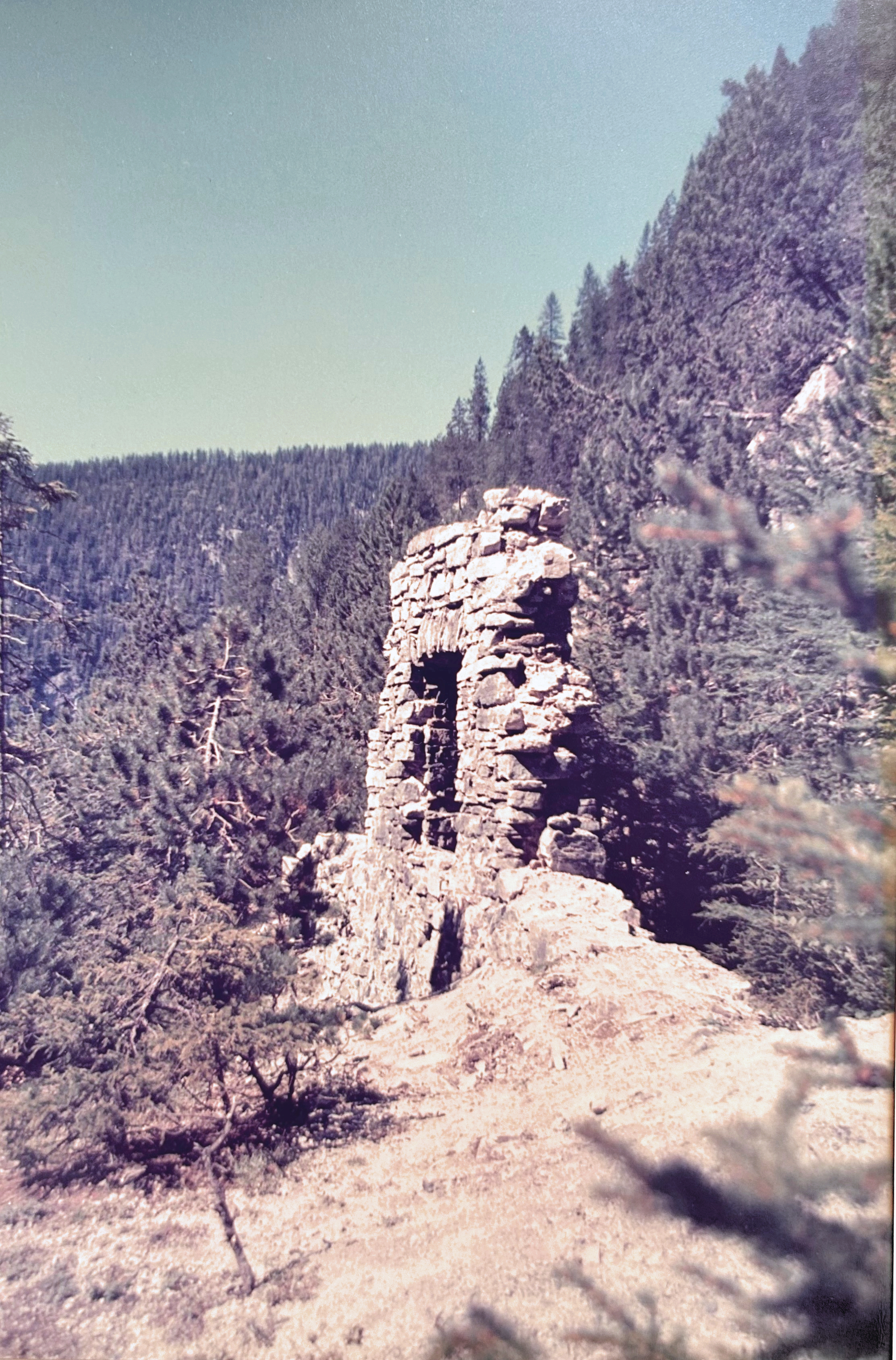
Westwand, Aussenseite, September 1995